# Liiva (Orissaare)
Liiva – wieś w Estonii, w prowincji Sarema, w gminie Orissaare. 1 stycznia 2007 roku wieś zamieszkiwało 31 osób.